# La Noria, Oaxaca
La Noria är en ort i Mexiko.   Den ligger i kommunen Santo Domingo Tehuantepec och delstaten Oaxaca, i den sydöstra delen av landet, 500 km sydost om huvudstaden Mexico City. La Noria ligger 27 meter över havet och antalet invånare är 2 420.
Terrängen runt La Noria är platt åt nordost, men åt sydväst är den kuperad. Runt La Noria är det ganska tätbefolkat, med 179 invånare per kvadratkilometer. Närmaste större samhälle är Salina Cruz, 8,1 km söder om La Noria. Omgivningarna runt La Noria är en mosaik av jordbruksmark och naturlig växtlighet.